# Diego Torres Rodríguez
Diego Torres Rodríguez (Valladolid, 19 de setembre de 1978) és un futbolista castellanolleonès, que ocupa la posició de davanter.

## Trajectòria
Va començar a destacar a les files del CF Extremadura, amb qui debuta a primera divisió en la campanya 98/99, tot disputant un encontre. No té continuïtat a l'equip d'Almendralejo i a l'any següent fitxa pel Llevant UE, amb qui juga tres partits a Segona Divisió.
Després de passar per l'Ontinyent CF i pel CE Sabadell, retorna a l'equip granota a la temporada 01/02, amb qui juga 16 partits i marca un gol.
Hi roman la campanya 02/03 al Ciudad de Murcia, i a l'estiu del 2003 fitxa pel Nàstic de Tarragona, amb qui ascendeix a Segona Divisió el 2004. Hi qualla una gran temporada amb els catalans la temporada 04/05, en la qual és titular i marca 13 gols. A la següent, que culmina amb un nou ascens, ara a primera divisió, hi disputa menys minuts i marca set gols. Tot i això, no continua al Nàstic.
Fitxa llavors pel Rayo Vallecano, en aquell moment a Segona B. El 2008 és cedit a la UD Salamanca, on només juga 9 partits. L'estiu del 2008 recala al Badalona.